# Casa Grande de Gogim
A Casa Grande de Gogim, ou Solar de São Domingos, é um solar com capela adossada situado na freguesia de São Martinho das Chãs, no município de Armamar, no Distrito de Viseu, em Portugal.
Residência nobre, é o único solar existente no município de Armamar.

## Descrição
A fachada do solar tem dois pisos: existem frestas gradeadas no piso inferior e o piso nobre é composto pelo mesmo número de janelas emolduradas e debruadas de granito. No cunhal apresenta brasão, peça da heráldica dos proprietários. Em ligação com a fachada vê-se um muro alto que faz a ligação com a capela particular, de invocação a São Domingos e onde estão sepultados os condes de Samodães (1756-1866), muro esse só interrompido no portal mas que impede por completo que se veja o interior da propriedade.
Passando o portal, depara-se com um amplo pátio onde se pode apreciar a escada de acesso ao piso superior e um pequeno tanque situado sob uma janela de balcão.

## História
Foi residência dos condes de Vila Flor e de Alpedrinha.
O imóvel sofreu, em 1713, obras de reconstrução para receber a boda de D. Miguel Teixeira de Carvalho (1669-1756) com D. Maria Engrácia de Albuquerque. Este acontecimento marcou a memória dos habitantes de Gogim e de todas as gentes do Concelho pela dimensão da festa com grande número de convidados, e pela abundância das sedas e dos damascos e o luxo dos coches que ali se viram.
Actualmente, é propriedade dos herdeiros de D. Francisco Maria Martinho de Almeida Manuel de Vilhena, 9.º Conde de Vila Flor.